# Valmontone
Valmontone és un municipi italià, situat a la regió del Laci i a la ciutat metropolitana de Roma Capital. L'any 2004 tenia 13.453 habitants.